# Жиковищки манастир
Жиковищкият или Зиковищкият манастир „Свети Атанасий Велики“ или „Свети Атанас“ (на гръцки: Άγιος Αθανάσιος Ζηγκοβίστης или Ζηκόβιστας) е женски православен манастир в Егейска Македония, Гърция. Манастирът е разположен в областта Костенария (Кастанохория), Костурско и е изграден в XVII век, което го прави най-старият в областта. В него са запазени ценни стенописи от 1785 година, както и фрагменти от по-ранните оригинални стенописи.

## Местоположение
Манастирът е разположен в областта Костенария (Кастанохория), на територията на западномакедонския дем Хрупища (Аргос Орестико), на хълм между селата Жиковища (Спилиос) на североизток, Лучища (Керасона) на изток, Либешево (Агиос Илияс) на северозапад и Дамаскиния (Виделуща) на югозапад. Първите три села принадлежат на дем Хрупища, а Дамаскиния на дем Горуша (Войо).

## Име
Манастирът носи името на село Жиковища, което има гърцизирана форма Зиковища. На гръцки най-често също е наричан Жиковищки - Άγιος Αθανάσιος Ζηκοβίστης или Άγιος Αθανάσιος Ζηκόβιστας или с новото име на селото Спилийски - Αγίου Αθανασίου Σπήλιου. Понякога е наричан Дамаскинийски - Αγίου Ηλία Δαμασκηνιάς, по новото име на Виделуща, или общо Костенарийски - Αγίου Αθανασίου Καστανοχωρίων, по името на цялата област.

## История

### В Османската империя
В XIX век манастирът принадлежи към Костурската епархия. Митрополит Филарет Костурски (1889 – 1899) пише, че според два турски фермана, съществували в 1900 година, когато той посещава манастира и по-късно изгубени, манастирът е построен в 1629 година и това го прави най-стария архитектурен паметник в Костенарията. Според Филарет на северното крило на манастира е имало плоча за обновление от Партений с надпис от 1747 година, която по-късно също е изгубена. Според устни сведения, чути от Филарет, манастирът първоначално е бил на друго място. През 1759 година е построен метохът, а година по-късно в 1760 година – северното крило. На плоча на южната стена има година 1817.

#### Ктиторски надпис в наоса
Запазени са два надписа: в наоса и в нартекса. На трегера над входа на западната стена на наоса е запазен в добро състояние зографски и ктиторски надпис с големи букви, състоящ се от четири реда. Буквите са изписани с черно върху бял хоросан, а три декоративни ленти от жълто, прасковено и червено го обрамчват. Надписът е с ударения. В началото има кръст със същия размер като буквите.
Надписът гласи:
| „ | ΙΣΤΟΡΙΘΕΙ Ο ΠΑΡΩΝ ΘΕΙΟΣ ΚΕ ΙΕΡΟΣ ΝΑΩΣ ΤΟΥ ΕΝ ΑΓΙΟΙΣ ΠΑΤΡΟΣ ΗΜΩΝ ΑΘΑΝΑ ΣΙΟΥ ΤΟΥ ΜΕΓΑΛΟΥ ΑΡΧΙΕΡΑΤΕΥΟΝΤΟΣ ΤΟΥ ΠΑΝΙΕΡΩΤΑΤΟΥ ΚΕ ΛΟΓΙΩΤΑΤΟΥ ΑΓΙΟΥ ΚΑΣΤΟΡΙΑΣ ΚΥΡΙΟΥ ΓΕΝΝΑΔΙΟΥ ΔΙ ΕΞΩΔΩΝ ΤΟΥ ΠΑΝΟΣΙΩΤΑΤΟΥ ΚΥΡΙΟΥ ΠΑ ΠΑ ΚΥΡ ΑΝΑΝΙΟΥ ΚΕ ΗΓΟΥΜΕΝΟΥ ΔΙΑ ΧΕΙΡΩΝΔΗΜΗΤΡΙΟΥ ΜΠΟΡΜΠΟΥΖΙΩΤΟΥ Κ ΜΙΧΑΛΗ ΧΙΩΝΑΔΙΤΟΥ 1785 Ἡστορίθει ὁ παρὼν θεῖος κὲ ἱερὸς ναὼς τοῦ ἐν Ἁγίοις Πατρὸς ἡμῶν Ἀθανα σίου τοῦ Μεγάλου ἀρχιερατεύοντος τοῦ Πανιερωτάτου κὲ λωγιωτάτου Ἁγίου Καστορίας Κυρίου Γεναδίου δι’ ἐξώδων τοῦ πανοσιωτάτου κυρίου πα πᾶ κὺρ Ἀνανίου κὲ ἡγουμένου διὰ χειρῶν Δημητρίου Μπορμπουτζιώτου κὲ Μιχάλη χιωνιαδίτου ·1785· Изписа се този настоящ Божи и Свети храм на светия наш отец Атана- сий Велики при архиерейството на на пресветия и чист свети Генадий Костурски с разходите на всепреподобния господин отец господин и игумен Ананий от ръцете на Димитриос Борбодзиотис и Михаил Хионадески 1785 | “ |

Стенописите на католикона са датирани според този надпис към 1785 година. Той явно е създаден по време на ремонта на църквата, тъй като хронологията съответства на втората фаза на стенописването на паметника. За съжаление, по-стари препратки към строителството или към първото изписване на църквата в текста няма.
В надписа има големи правописни грешки, като например: „ναὼς“ вместо „ναὸς“, „κὲ“ вместо „καὶ“, „λωγιωτάτου“ вместо „ογιωτάτου“, „ἐξώδων“ вместо „ἐξόδων“. Ударенията и придиханията са поставени спорадично.
В третия ред се казва, че изписването на католикона е станало, когато на архиепископския трон в Костур седи Генадий Костурски. Панделис Цамисис поставя управлението на Генадий от 1773 до 1793 година.
Стенописите на църквата са направени за сметка на игумена на манастира Ананий. Няма допълнителна информация за игумена Ананий. Вероятно той е роднина на „учителя Папананий, роден през 1768 г.“, който се споменава в месечно възпоменание на църквата „Свети Георги“. Самият той е споменат като дарител на западния свод на нартекса, заедно със своя събрат монах Яков Лупсиотис, който е споменат в надписа от нартекса. в Жупан (днес Пендалофос).
Според последния ред, стенописите на църквата са изписани съвместно от зографа Димитриос, родом от близкото село Борботско (днес Ептахори), и зографа Михаил от село Хиониадес в Епир. Това позоваване е от особен интерес, защото за първи път е засвидетелствано сътрудничеството на местен художник с художник от работилница със значителна художествена продукция. Творчеството на Михаил се сраща в паметници в района, а името на Димитриос не е известно от други произведения. Въпреки че Борботско не се споменава като родина на иконографите, подобни имена на зографи са открити в католикона на „Успение Богородично“ в Спилео, Гревенско и върху икона на Вси светии в църквата „Свети Евстатий“ в Кримини. Вероятно Димитриос като ръководител е ръководил изписването на основните повърхности на храма. Неговата работа показва внимателен дизайн, разнообразие от архитектурен и природен пейзаж. За разлика от това, Михаил, като по-млад мъж, се отличава с непринуденост, използване на повече цветове и по-силно декоративно настроение.

#### Ктиторски надпис в притвора
Вторият ктиторски надпис е разположен на трегера на входа, водещ от нартекса към главната църква. Надписът е с главни букви и се състои от три реда, изписан с черно върху бял хоросан. Рамкиран е със сложна флорална декорация, която го вписва в целия стенописен ансамбъл на източната стена. Текстът е запазен в отлично състояние, има ударения и придихания и гласи следното:
| „ | ΙΣΤΟΡΙΘΕΙ ΚΕ ΕΚΑΛΩΠΙΣΘΕΙ ΚΑΙ ΟΥΤΩΣ Ο ΠΑΡΩΝ ΝΑΡ ΘΗΞ ΔΙΑ ΣΥΝΔΡΟΜΕΙΣ ΤΑΙ ΚΑΙ ΕΞΟΔΩΝ ΤΟΥ ΠΑΝ ΟΣΙΩΤΑΤΑΤΟΥ ΚΥΡΙΩ ΠΑΠΑ ΚΥΡ ΙΑΚΩΒΟΥ ΛΟΥΨΙΩΤΟΥ ΕΠΙ ΕΤΟΥΣ 1785 Ἡστορίθει κὲ ἐκαλοπήσθει καὶ οὗτος ὁ παρὸν νάρ θηξ διὰ συνδρομεὶς ταὶ καὶ ἐξώδων τοῦ Παν οσιωτάτῳ Κυρίῳ παπὰ κὺρ Ἱακώβῳ Λουψιώτου ἐπὶ ἔτους 1785. Изписа се и разкраси този настоящ нар- текс със спомоществованията на все- преподобния отец господин Яков Лупсиотос в годината 1785 | “ |

Надписът се отнася до изписването на нартекса, платено от Яков Лупсиотис. Дарителят трябва да е бил монах от манастира, тъй като е изобразен в монашеско облекло вътре в западния свод. Стенописите са рисувани в 1785 година, а не в 1787 година, както посочва митрополит Филарет Костурски в своите изследвания за манастирите в Костурско. Следователно, украсата на наоса е извършена паралелно с тази на нартекса. Освен това двамата дарители са изобразени в цял ръст един до друг в югозападния ъгъл на нартекса; Ананий вътре в западната дъга на южния свод, а Яков в южната. Това не би се случило, ако първият беше направил дарението две години по-рано.
Двата надписа разкриват сходства в почерта. Въпреки че имената на зографите отсъстват от надписа в нартекса, се стига до заключението, че това са едни и същи художници - Димитрий и Михаил.

#### В XIX век
Манастирът „Свети Атанасий“ придобива голямо имение и в XIX век се е утвърждава като един от най-проспериращите манастири в региона. В 1884 година манастирът има дванадесет килии с капацитет 120 души, а приходът му е 150 лири, които се управляват от шестчленна наместническа комисия, което означава, че е енорийски манастир. Тринадесет години – от 1872 до 1885 година – в манастира функционира училище, основно и прогимназиално.

#### Изгаряне на манастира в 1905 година
В началото на XX век манастирът е на самата българо-гръцка езикова граница – селата на север от него Лучища, Зиковища, Либешево са български, а на юг – Виделуща и Лабаница са гръцки. По време на Гръцката въоръжена пропаганда в Македония (1904 – 1908) манастирът, в който няма монаси, е сборен пункт на гръцките андартски чети. Длъжността на игумен се изпълнява от свещеника и учител Стерьос Панайотидис от Виделуща, който едновременно с това оглавява гръцкия комитет в селото. Панайотидис заедно със селяни от околните села мести светите мощи от манастира и ги дава за съхраняване на четата на капитан Вергас.
Българската революционна организация, за да унищожи андартските бази, в които се превръщат манастирите в Южно Костурско, често прибягва до запалването им – така в 1904 – 1905 година са изгорени Олищкият, Чуриловският и Сливенският манастир. След андартското нападение над българското село Езерец от 15 март 1905 година, при което загиват 8 българи, на 2, 12 или 17 март 1905 година е нападнат и напълно опожарен (с изключение на църквата) от Костенарийската районна чета на ВМОРО, начело с Киряк Шкуртов, и милицията от костенарийските български села, като преди това са убити гъркоманите от Либешево Атанас Борозов, андартски четник, участвал в нападението над Мангила и Георги Андонов от Либешево, предал Костандо Живков. Огънят унищожава конюшните с животните, няколко килии и училището с библиотеката, но католиконът оцелява.

### В Гърция
След като попада в Гърция в 1913 година, в 1918 година манастирът е отнет от Костурската епархия и става част от Сисанийската и Сятищка епархия. Дълги години в манастира служи либешевецът отец Сидер Ковачев (Сидерис Ковациадис, Σιδέρης Κοβατσιάδης).
В 1930 година манастирът става метох на Витоския манастир „Света Троица“, а две години по-късно – метох на на Микрокастренския манастир „Успение Богородично“. В 1931 година манастирът притежава около 300 декара обработваема земя и още 300 декара гори. В 1952 година голяма част от имотите му са предоставени на безимотни хора.
В 1976 година е обявен за защитен паметник и се извършват дейности по неговото възстановяване. Като част от тези работи в заграждението на манастира са изградени килии за настаняване на посетители.
През юни 2011 година, при митрополит Павел Сисанийски и Сятищки, манастирът е възроден с настаняването на малка група монахини в него. Сестринството строи малки сгради югоизточно от католикона, за да приюти и организира ежедневната си работа.

## Архитектура
Католиконът на манастира е еднокорабна куполна базилика. Основният храм е с размери 4,8 m Х 4,5 m, докато нартексът е 4,18 m Х 4,57 m. И в двете части на храма има слепи сводове. Покривът на сградата е двускатен и покрит с плочи. Зидарията е каменна, а стените са измазани с много хоросан. Апсидата на изток е петостранна отвън. Отворите за осветление са ограничени до южната стена, където се отваря входната врата на църквата. Католиконът на манастира се доближава до архитектурния тип на кръстовидна вписана църква чрез модификации и опростявания в ниските сферични куполи.

## Стенописи
Католиконът на манастира е бил изографисан преди 1785 година, а върху старите стенописи, след като са били покрити с гипс, са изрисувани оцелелите днес. И в наоса, и в притвора стенописите са изписани в три зони. В наоса в първата зона са изографисани светци в цял ръст, а във втората има допоясни изображения. В последната зона са изобразени Успение Богородично, Отвеждането на Христос към Кръста, Разпятието и Надгробния плач. В нартекса са изобразени Христос, Света Богородица, различни светци и пророци, както и сцени от наказанията в ада. От иконографска гледна точка интерес представлява цикълът на Богородичния акатист в нартекса.
Двата портрета на ктиторите също са забележителни. Те са изобразени в цял ръст, фронтално с монашеска роба и качулка, жезъл и молитвено въже. Портретите на ктиторите са от особен интерес, защото изобразяват физиономичните характеристики на монасите, тоест са реалистични изображения на мъже, които зографите вероятно са познавали отблизо. В същото време те показват монашеското облекло от онова време. И накрая, разположението на ктиторите в църквата не е случайно. Ананий, като игумен на манастира, е поставен на видно място на източния фронт на нартекса, докато свещеник Яков, който е служил само в нартекса, е изобразен на северния фронт на нартекса.

## Галерия
- Стенописи от 1785 година